# Sten Selander

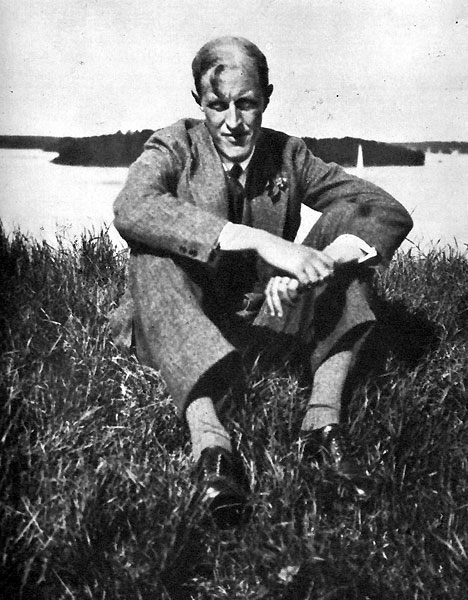
Nils Sten Edvard Selander (1938)

Nils Sten Edvard Selander (* 1. Juli 1891; † 8. April 1957) war ein schwedischer Dichter und Botaniker. Sein offizielles botanisches Autorenkürzel lautet „Selander“.

## Leben
Selander war im Verlagswesen und als Literaturkritiker tätig und seit 1935 Chef des Kulturteils des Svenska Dagbladet. Er schrieb Gedichte über oft aus dem Alltag entnommene Themen in traditioneller Art und Weise. Seine erste Gedichtsammlung war Vers och visor („Verse und Lieder“, 1916).
Den Durchbruch erzielte er mit der äußerst erfolgreichen Sammlung Staden och andra dikter („Die Stadt und andere Gedichte“, 1926). 1942 erschien die Gedichtsammlung Dikter från tjugofem år 1916-1941 („Gedichte aus fünfundzwanzig Jahren 1916-1941“). Sten Selander vertrat einen eher konservativen Geschmack, war aber auch modernen Strömungen durchaus aufgeschlossen.
Gleichwohl erregte er großes Aufsehen, als er 1946 in einem Zeitungsartikel der modernen Lyrik Unverständlichkeit vorwarf. Später zog sich Selander aus dem Kulturleben zurück, promovierte in Botanik, wurde Dozent für Botanik und schrieb wissenschaftliche Werke. Verdienste erwarb er sich auch als Vorsitzender des Schwedischen Naturschutzbundes. In dieser Eigenschaft warnte er schon früh vor Umweltzerstörung. 1953 wurde Sten Selander zum Mitglied der Schwedischen Akademie gewählt.